# Castell de Ponferrada
El castell templer de Ponferrada, es troba a la ciutat de Ponferrada (el Bierzo). Se situa sobre un pujol en la confluència dels rius Boeza i Sil. L'avui castell templer s'emplaça en el que, probablement, va ser en origen un castrum, en una posició similar a la d'altres assentaments cèltics del Bierzo. Posteriorment es creu que va ser un emplaçament castral romà i, més tard, visigot. Cap a 1178, Ferran II de Lleó permet que els templers estableixin una comanda en l'actual Ponferrada. En 1180 el Rei expedeix fur per a la repoblació de la vila que havia sorgit un segle abans, documentant-se la primera fortificació en 1187.

## Història

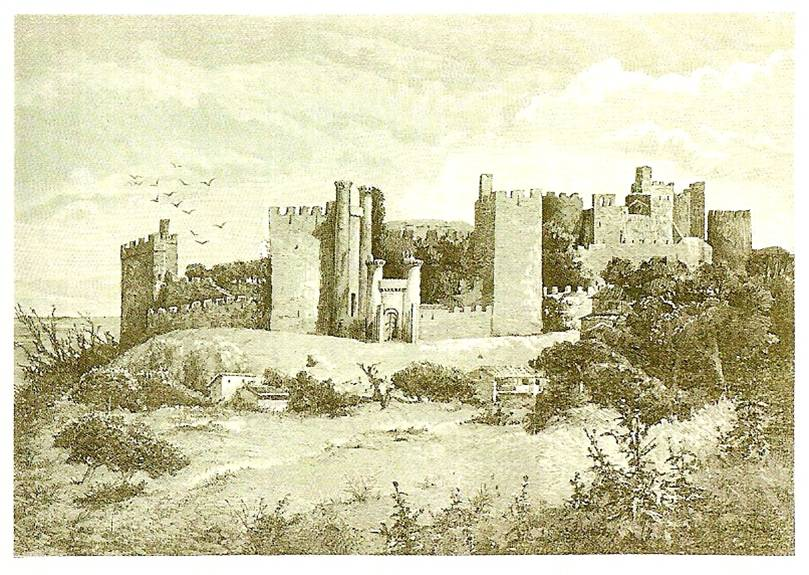
Castillo de Ponferrada. Gravat del per a La Ilustración Española y Americana de 30 d'abril de 1883.

En 1196, davant l'atac d'Alfons VIII de Castella, i a causa del suport que rep aquest regne per part de l'orde del Temple, Alfons IX de Lleó, a qui recolza l'orde de Sant Joan de Jerusalem, lleva Ponferrada als templers. Després de diverses disputes, en 1211, Alfonso IX fa les paus amb l'orde del Temple i els dona la vila de Ponferrada a canvi de cedir l'orde alguns castells. Durant el regnat de Ferran IV de Castella es va produir a França el judici contra els templers, que va ocasionar la dissolució de l'orde. Per a evitar la consegüent confiscació de Ponferrada, el cavaller templer i mestre de l'orde Rodrigo Yánez va lliurar la vila a l'infant Don Felip, germà del rei. Durant els segles xii i xiii va servir per a protegir els pelegrins.
El 1340, Alfons XI de Castella i Lleó dona Ponferrada a Pedro Fernández de Castro, el seu majordom major, qui segurament va començar la construcció de l'anomenat castell vell de Ponferrada. La vila i el seu castell van continuar en poder de la branca gallega dels Castro fins a 1374. A partir d'aquest any va romandre en poder de diversos i successius membres de la família reial.
En 1440, Ponferrada va passar a poder de Pedro Álvarez Osorio, primer comte de Lemos, que venia reclamant-lo des de feia temps. Va ser aquest important personatge gallec del segle xv qui va realitzar les grans obres que configuren l'actual fortalesa de Ponferrada, que comprèn: el Castillo Viejo, un recinte emmurallat amb les seves portes i un palau renaixentista.
Després de diverses disputes i plets entre els hereus de Pedro Álvarez Osorio, Juana Osorio —la filla haguda del seu segon matrimoni amb María de Bazán— i Rodrigo Enríquez Osorio —el seu net bastard i segon comte de Lemos—, els Reis Catòlics van adjudicar Ponferrada a Juana Osorio. Rodrigo Osorio no va acatar la resolució i després de posar cèrcol a la fortalesa s'apoderà d'ella en 1485, iniciant així una rebel·lió contra els reis. La Corona va reaccionar formant un important exèrcit —600 llances i entre cinc i sis mil peons— sota el comandament de l'Almirall de Castella amb la finalitat de prendre totes les places i llocs del Bierzo que donaven suport al comte. Al no rendir-se aquest, es va emprendre un dur setge amb artilleria a la fortalesa de Ponferrada, que va ser presa a l'assalt en l'estiu de 1486. Després de passar vila als Reis Catòlics, que prèviament al setge de la fortalesa havia comprat els drets sobre la vila de Ponferrada a Doña María de Bazán i els seus fills per 23 milions de maravedís, es van iniciar obres de reparació i reforçament de la fortalesa. Durant els segles xvii i xviii el castell va ser governat per un corregidor en nom de la Corona.
A partir de 1850 va començar un període de fort declivi per al castell: l'Ajuntament ven els murs, utilitza les seves pedres per a construir unes quadres públiques i un mercat adossats a les muralles, arrenda l'interior com zona de pastures, i fins i tot, permet que s'aplani el lloc per a situar-hi un camp de futbol. Per fi, en 1924, se li concedeix el rang de Monument Nacional, amb el qual es frena el deteriorament.
- Rampa d'accés
- Des del riu Sil
- Molts períodes constructius a la porta del primer recinte

## Descripció
En el recinte del castell, amb forma de polígon irregular, es distingeixen dues parts diferenciades: la part nord, del segle xii, i la resta, construït al llarg del segle xv, amb algunes obres realitzades en els segles XIX i XX. En temps pretèrits el castell va estar envoltat per un fossat, excepte en el llenç nord-occidental, on el riu complia aquesta mateixa funció.
A l'interior existeix un grup de fortificacions del segle xii d'origen templer: les restes d'una barbacana en l'accés a un pati, al que obren la torre el·líptica, part de l'adarb, una torre que va tenir tres pisos, la torre del Malvecino i una altra torre en la qual destaca una porta d'arc apuntat, de gran valor artístic.
La façana nord-oest constitueix un parapet corregut que acaba en la torre del Moclín, de planta hexagonal irregular. Sota ell s'obria una ronda que defensava el subterrani que unia el castell amb un aljub, situat en una torre albarrana.
La portada principal, de maçoneria, està composta per dues torrasses que flanquegen un ampli arc de mig punt. Després d'aquest arc s'alçaven les portes d'accés al pati en el qual, a l'esquerra, se situa la torre de l'homenatge, des de la qual s'accedeix a la plaça d'armes, avui coberta d'enderrocs.
Abans d'entrar en el pati hi ha un recinte defensiu que condueix a la torre Cabrera, situada al sud i comunicada amb la primera línia defensiva d'aquest costat, al mig del qual s'alça una torre semicircular, destinada a calabossos i a la comunicació amb la segona línia de defensa. El parament continua cap al nord, trobant-se una altra torre quadrada, abans d'accedir a la torre de Malvecino, del segle xv.
En el pati d'armes, adossades a altra línia defensiva, es troben diverses dependències, com la Galeria de les Rajoles, derruïdes i cobertes d'enderrocs degut al fet que 1811 una ordre de la Regència del Regne manà que es volessin les dependències interiors però, en 1815, estava condicionat per a oferir en els seus salons un ball de societat.
- Torres de defensa de la porta del segon recinte des de l'adarb
- Porta del segon recinte
- Muralles

## Estat actual
El 1848 l'Ajuntament de Ponferrada, amb l'oposició frontal de la Comissió de Monuments de Ponferrada, començà a utilitzar el castell i les seves fortificacions com pedrera local; se succeïren altres desgavells que van culminar en 1923 quan es van volar els seus murs per a la construcció d'un camp esportiu. Avui està reconstruït i destinat a activitats turístiques.